# Болото Пуатвен
46°20′00″ пн. ш. 0°40′00″ зх. д. / 46.33333333° пн. ш. 0.66666667° зх. д.

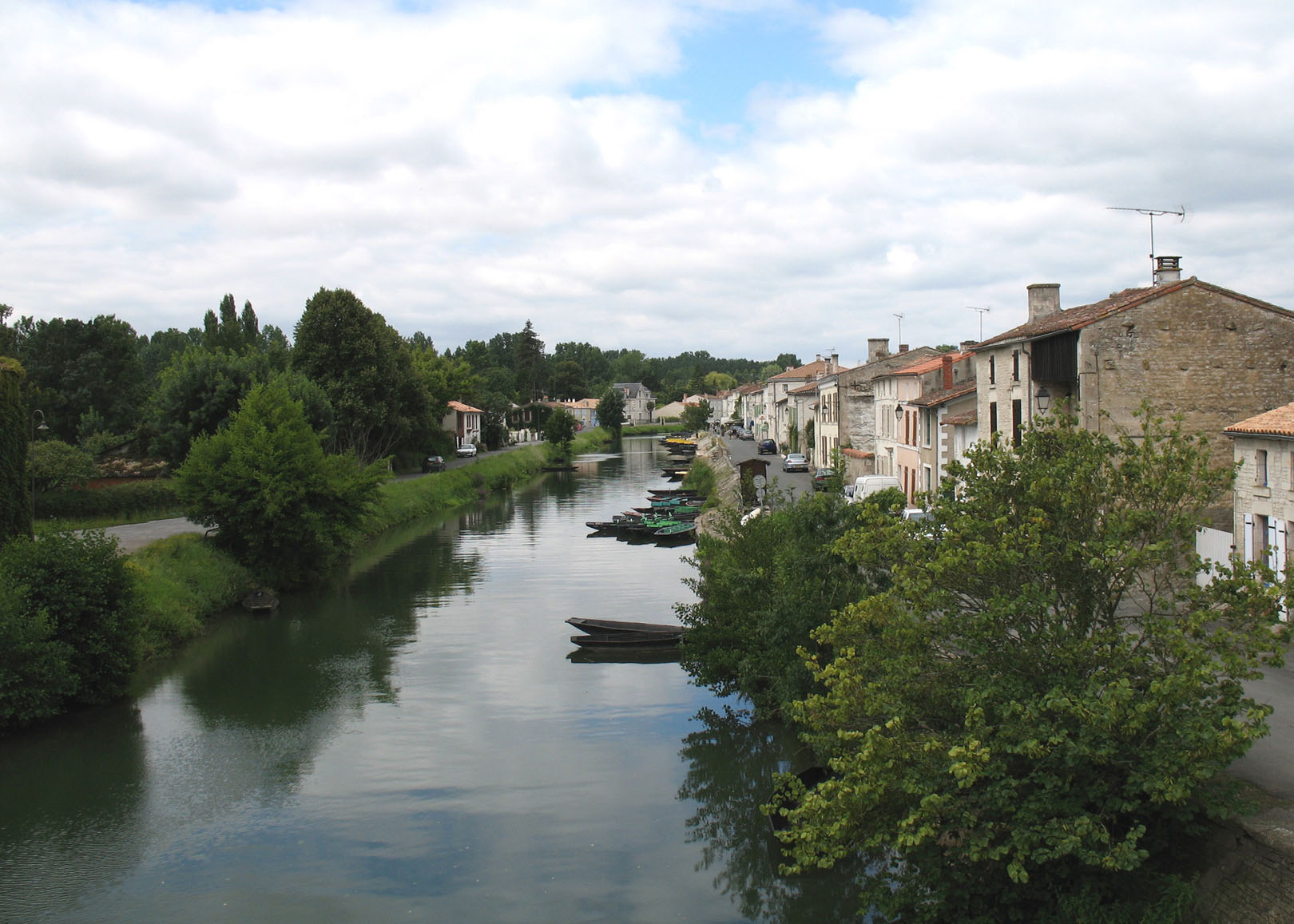
Набережна в містечку Кулон.

Болото Пуатевен (вимовляється: [maʁɛ pwatvɛ̃]) або Маре Пуатвен — велика територія болота в колишній провінції Пуату на заході Франції.
Це залишок колишньої затоки Піктон. Західна зона біля моря (близько 2/3 площі) називається «сухе болото» (або «висохле болото»). Використовується для землеробства та тваринництва. Східна зона, яку називають «мокрим болотом», являє собою лабіринт острівців, пересічених мальовничими каналами, насамперед це туристичне місце для катання на човнах. Її називають Зеленою Венецією (la Venise Verte).

## Огляд
З площею 970 км2, це найбільше болото на атлантичному узбережжі Франції та друге за величиною в країні після Камарга в Провансі. Маре-Пуавен є найважливішою територією вирощування дягелю у Франції. Розташований на трьох департаментах (Вандея, Де-Севр і Приморська Шаранта), він розташований на захід від Ніора, на північ від Ла-Рошелі та на південь від Фонтене-ле-Конт.
У 1979 році Маре Пуатевен було оголошено регіональним природним парком (фр. Parc naturel régional), щоб допомогти зберегти його. Болото втратило цей статус у 1997 році через інтенсивне сільськогосподарське освоєння навколо болота, що поставило під загрозу унікальний характер регіону. Лише центральний міжрегіональний парк (Parc Interrégional du Marais poitevin) площею 185 км2 залишається. Спроби відновити повну класифікацію Парку почалися в 2002 році, і прихильники запропонували нову хартію в 2006 році. Хоча це було прийнято місцевою владою, воно було відхилено наприкінці 2008 року національним урядом через гадану «юридичну крихкість».
Туризм включає катання на човнах на традиційних барках, які є різновидом плавання. Є кілька причалів (фр. embarcadères), де можна орендувати човни. Численні канали вкрилися зеленою ряскою (звідси й прізвисько Зелена Венеція). Осушені болота є домом для різноманітної фауни.

## Геологія
Болото розвинулося над вапняковим плато, починаючи з юрського періоду. Це плато займало більшу частину колишньої провінції Пуату. Вюрмське зледеніння бл. 24 000–10 000 років тому, викликав значну морську регресію та відновлення значної частини річкової ерозії (вододіл близько 535 000 га), таким чином оголивши мергелево-вапнякові утворення. На таких пагорбах розвинулися села Майлезе, Сен-Мішель-ан-л'Ерм і Маранс.

## Галерея

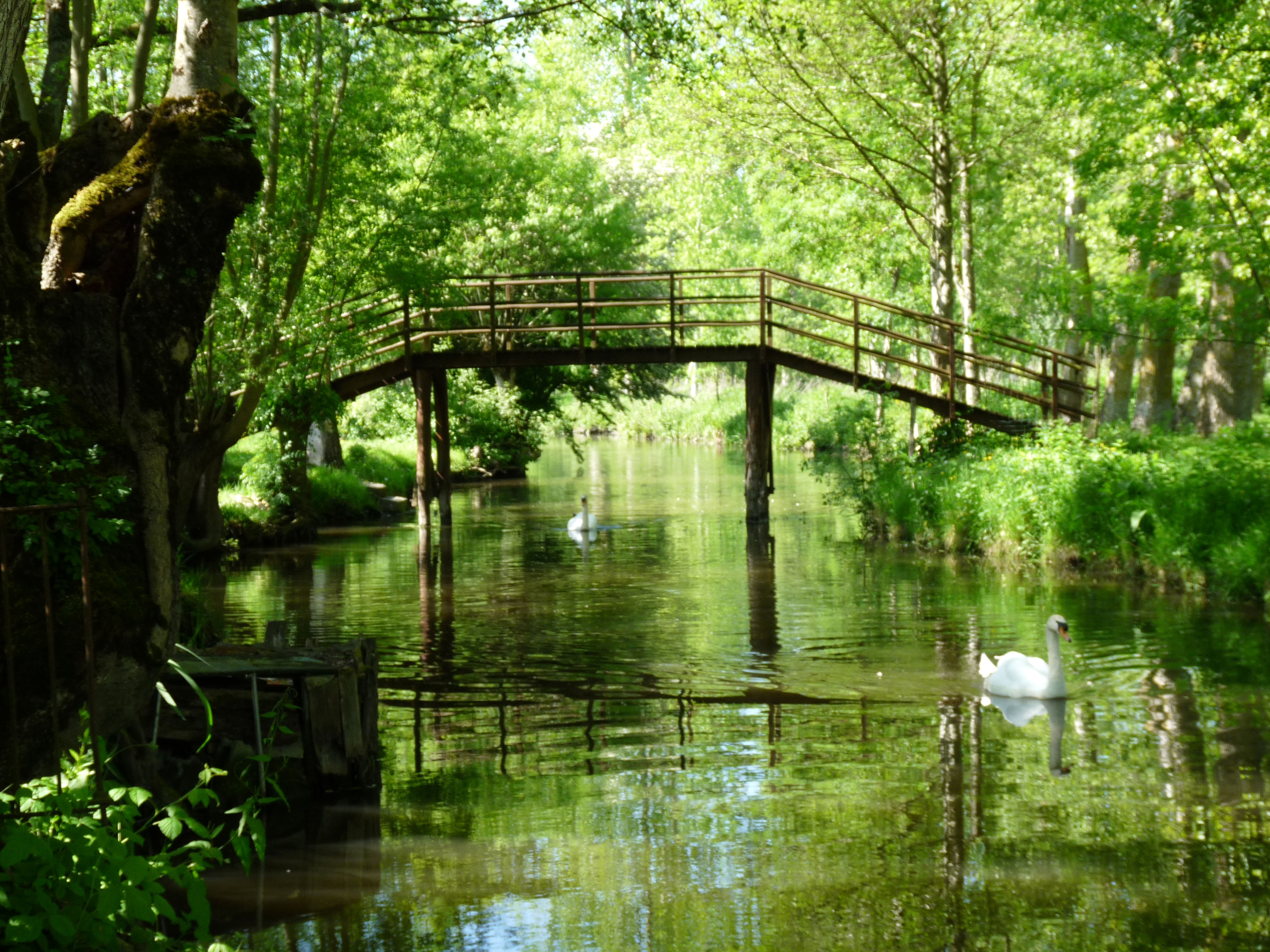
Пішохідний міст через канал.
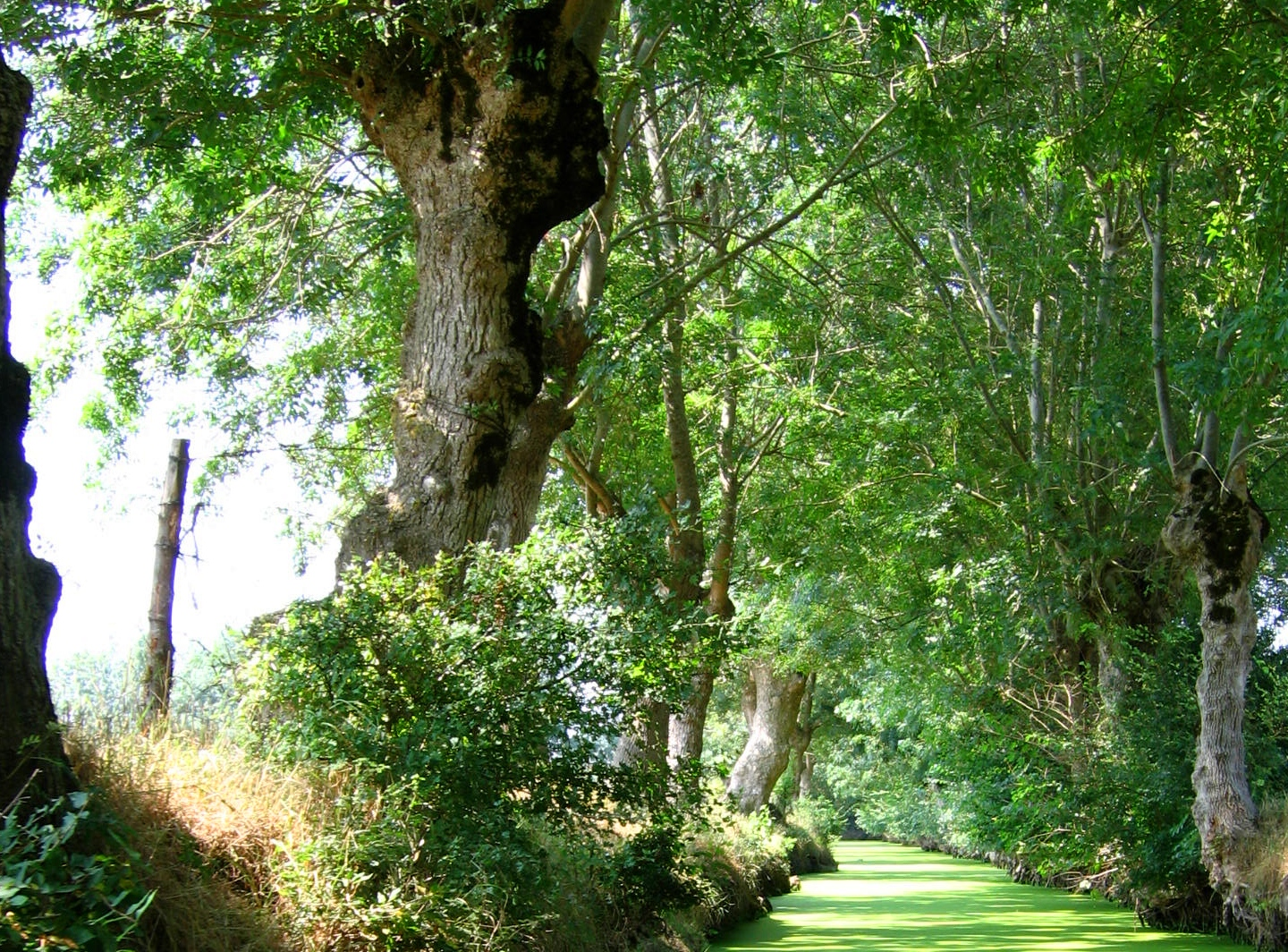
Канал зелений з ряскою.
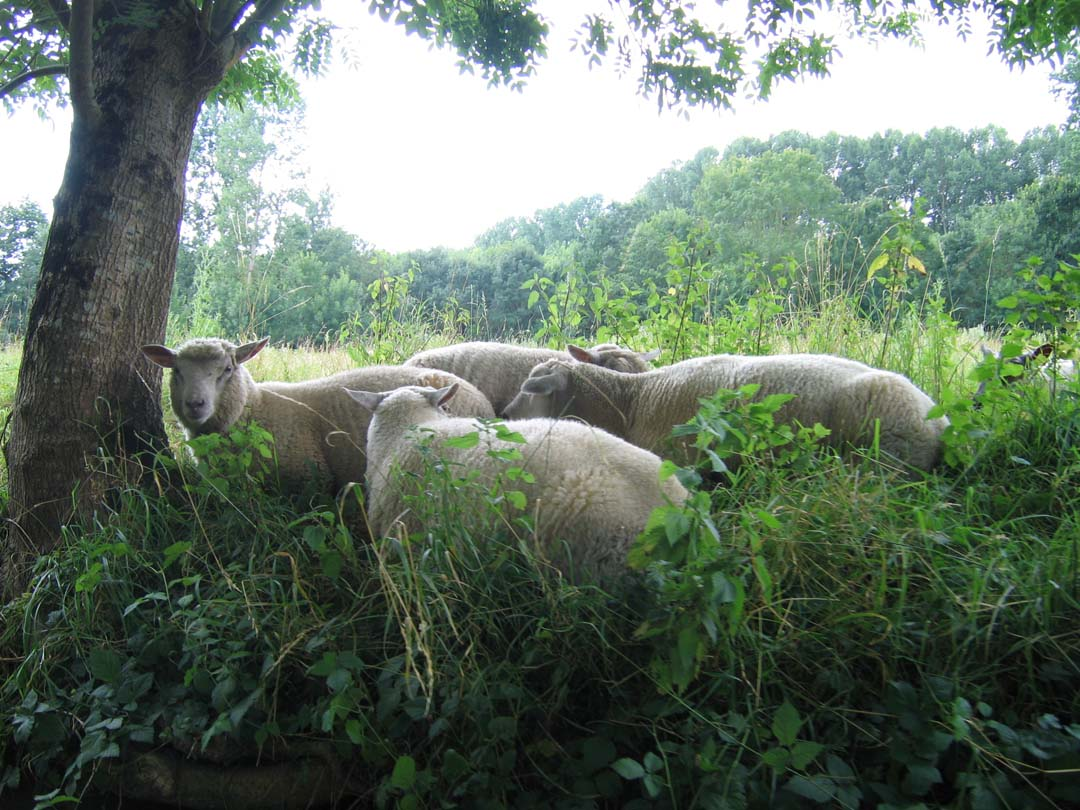
Вівці на острівці.
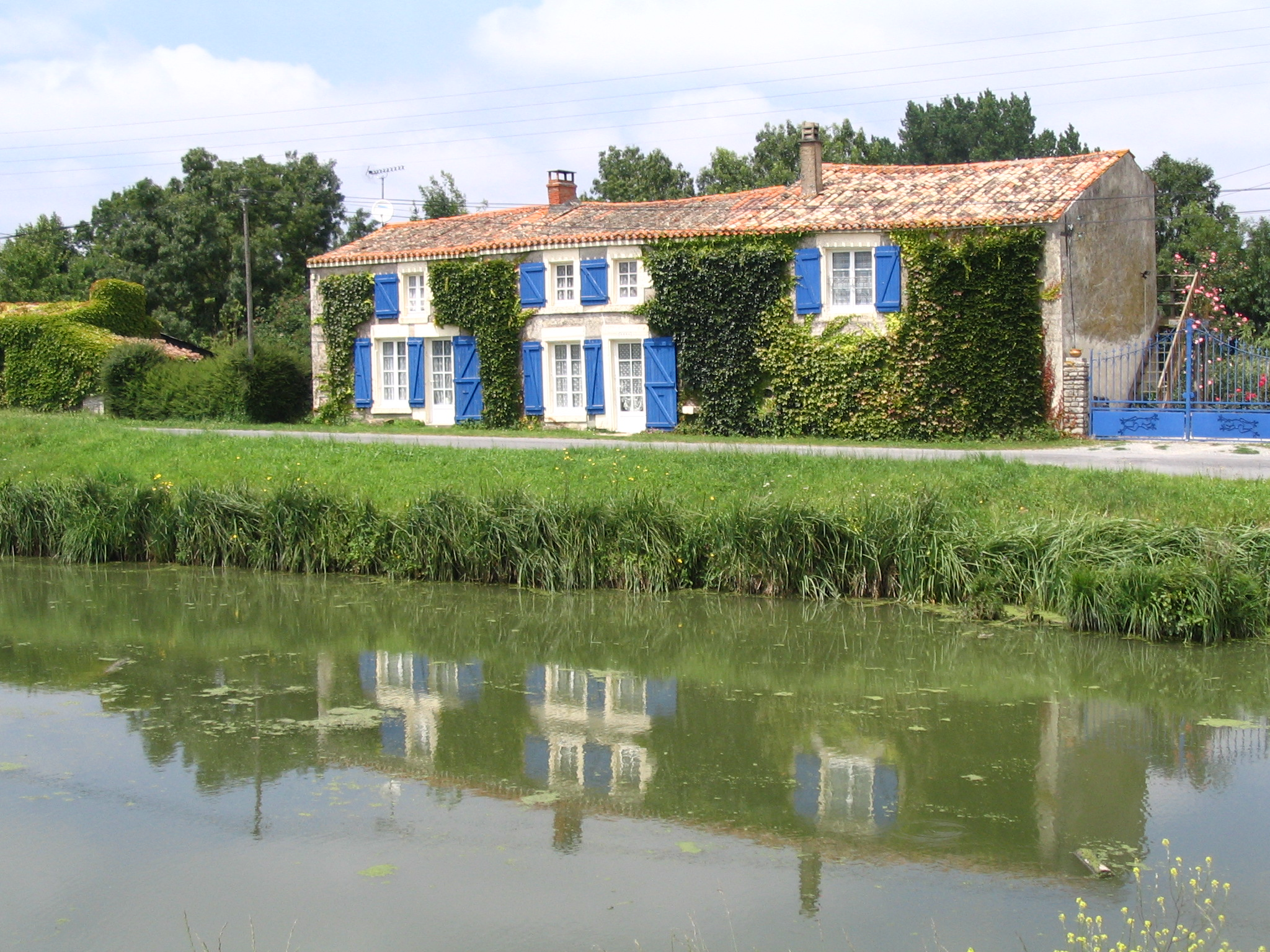
Традиційний будинок біля каналу.
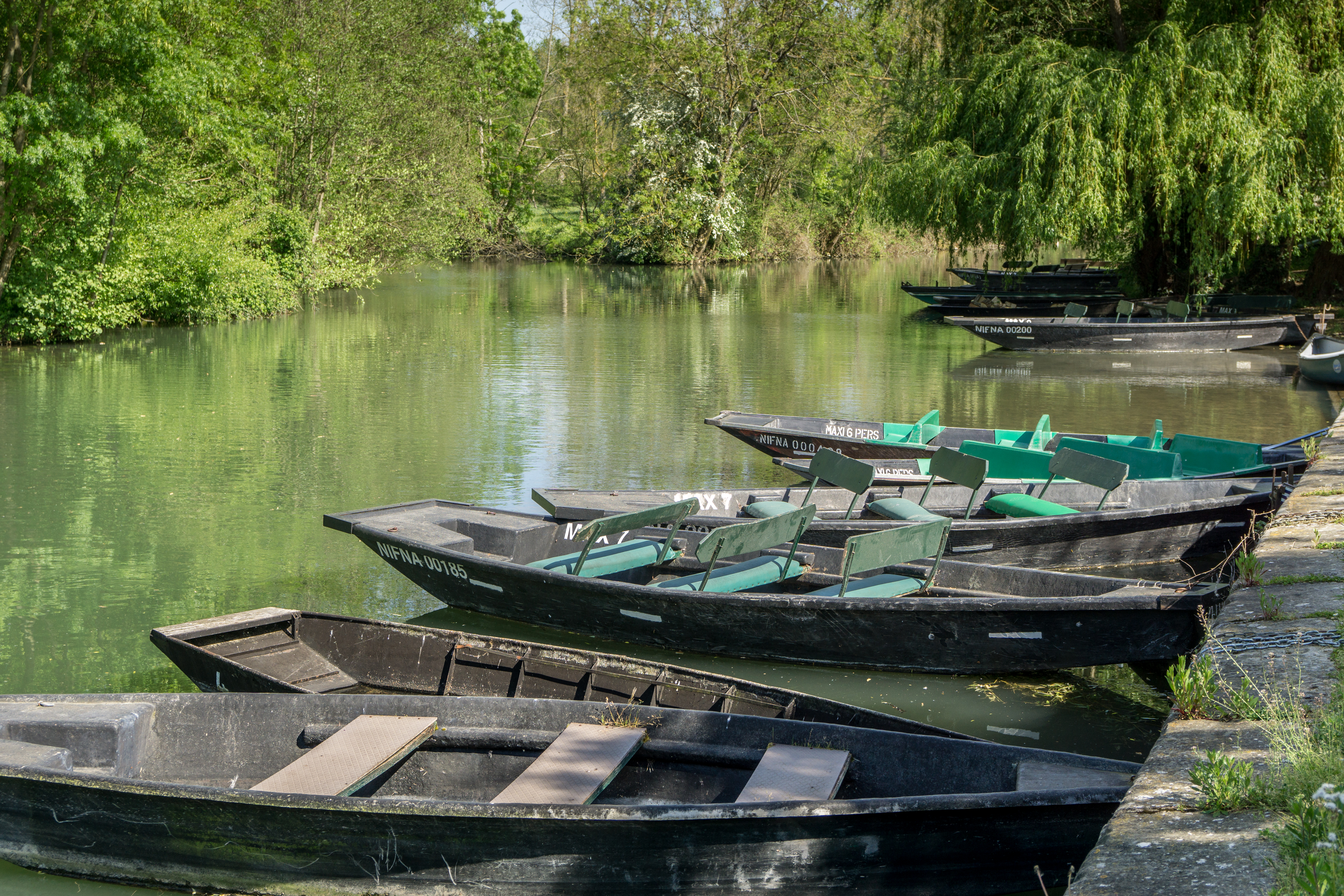
Типові човни (барки) Маре-пуавен.

## Подальше читання
- «Історія Маре Пуатвен» (від пліоцену до 1979 р.)